# Kopidodon
A Kopidodon az emlősök (Mammalia) osztályának fosszilis Cimolesta rendjébe, ezen belül a Paroxyclaenidae családjába tartozó nem.

## Tudnivalók
A Kopidodon a Cimolesta rend mókusszerű képviselője volt, amely Európában, az eocén kor elején élt, mintegy 47,4–46,3 millió évvel ezelőtt. A Kopidodon, korának az egyik legnagyobb fán lakó állata volt. Hossza 115 centiméter volt, de ebből több mint a felét a farok tette ki. Az örlőfogai a növények rágására alkalmazkodtak. A fogazatát kiegészítette két agyar is, amelyet valószínűleg, csak védekezési célra használt. Lábai és karmai segítették a famászásban és a fakúszó életmódban. Életmódja a mai mókusfélékére hasonlított. Maradványait a Messel lelőhelyen találták meg. A jó minőségű kövületekben a szőrzet is megőrződött; úgyhogy tudjuk, hogy ennek az állatnak is, mint a mai hasonmásainak bozontos farka volt, amelyet az egyensúly tartásra használt.
Az emlősnem eddig egyetlen felfedezett faja, a Kopidodon macrognathus (Wittich, 1902).

## Képek

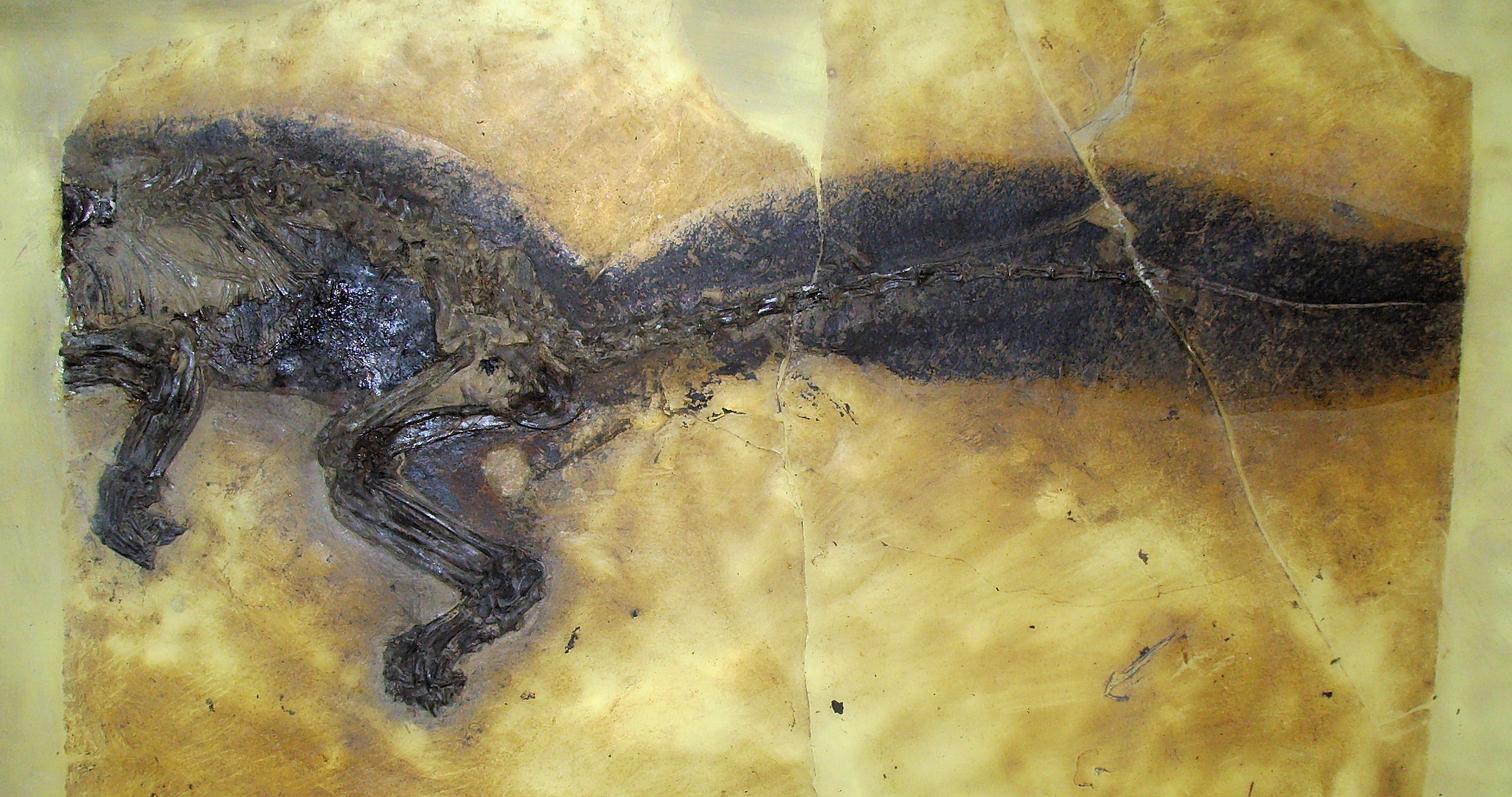
Különböző
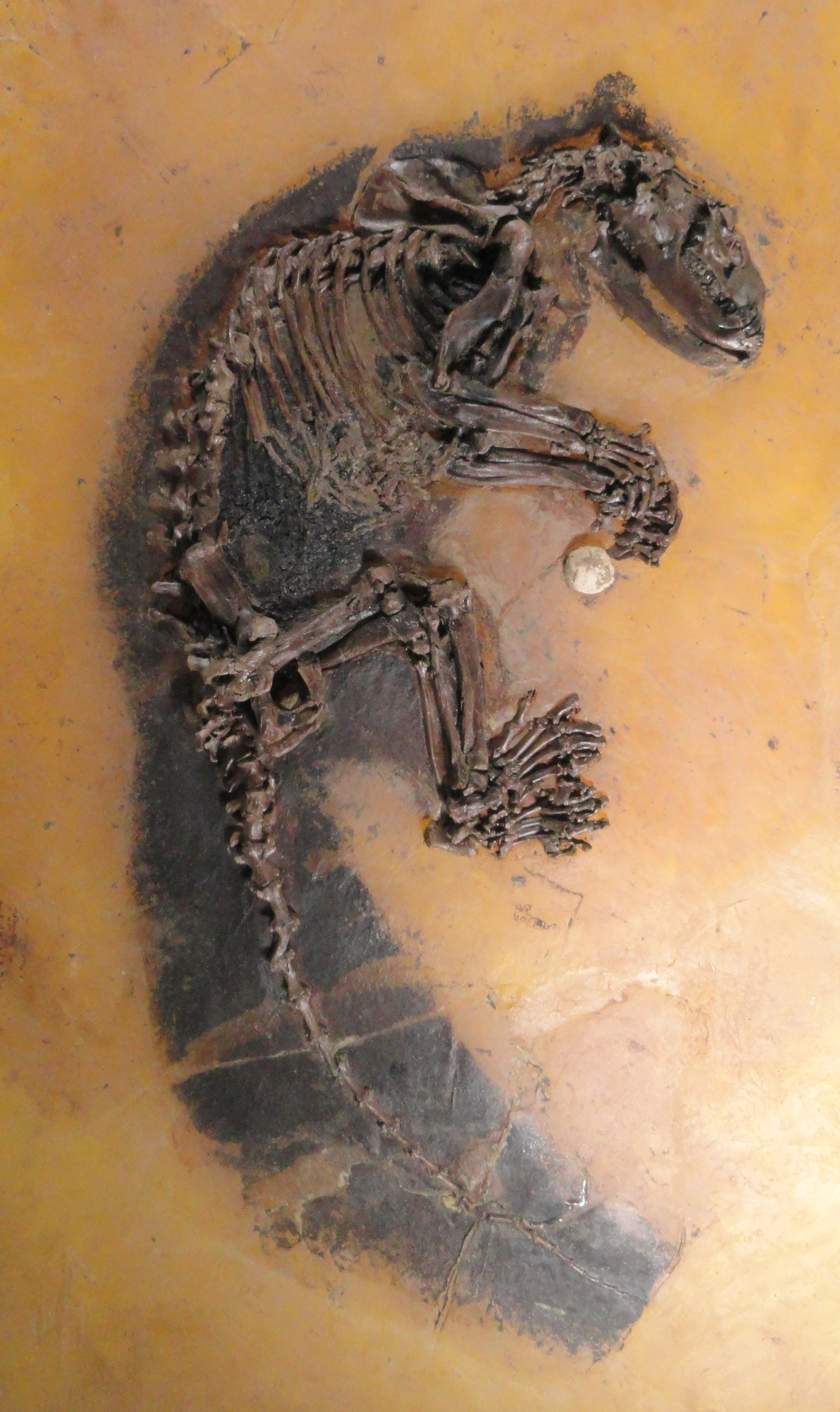
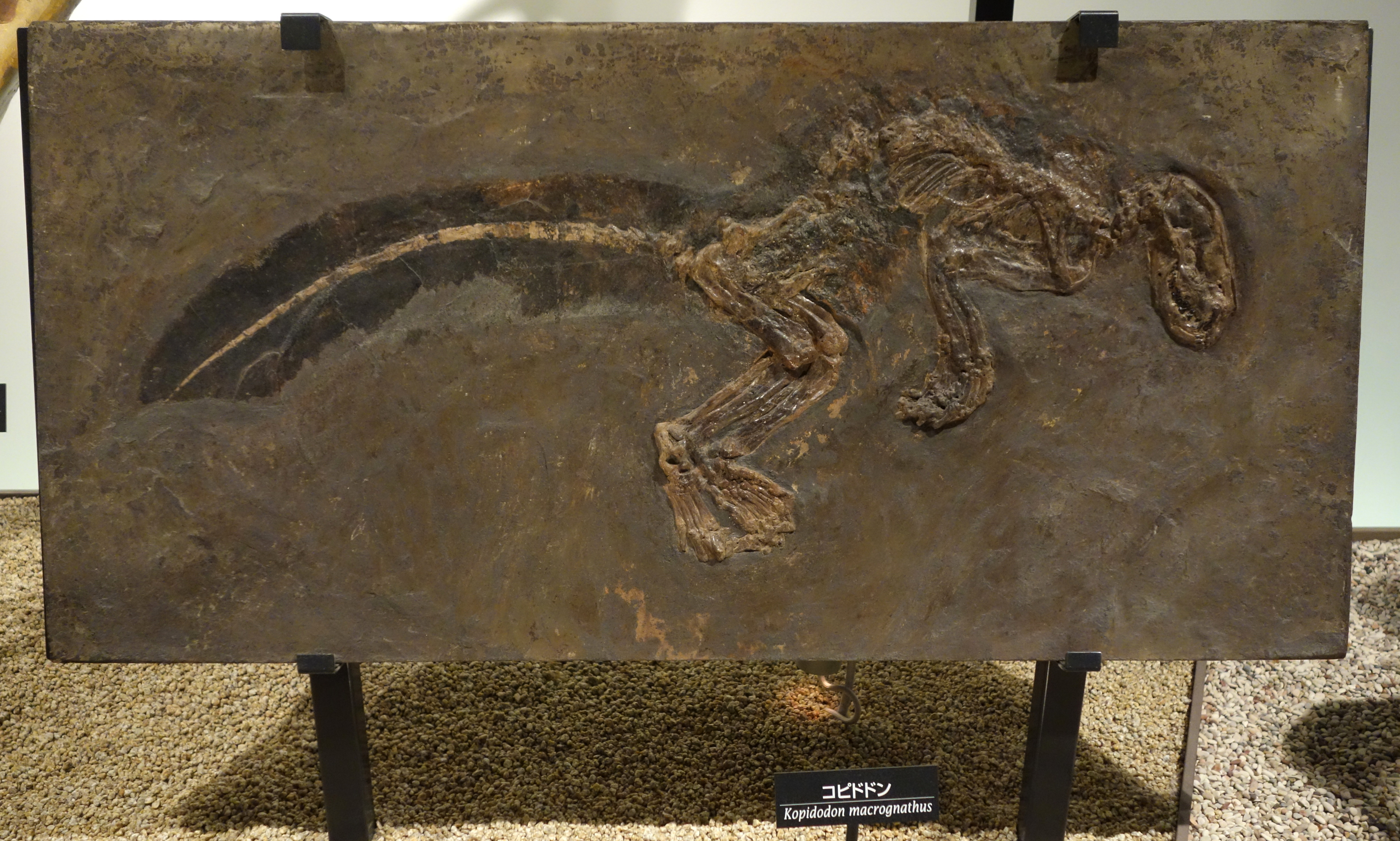
maradványai
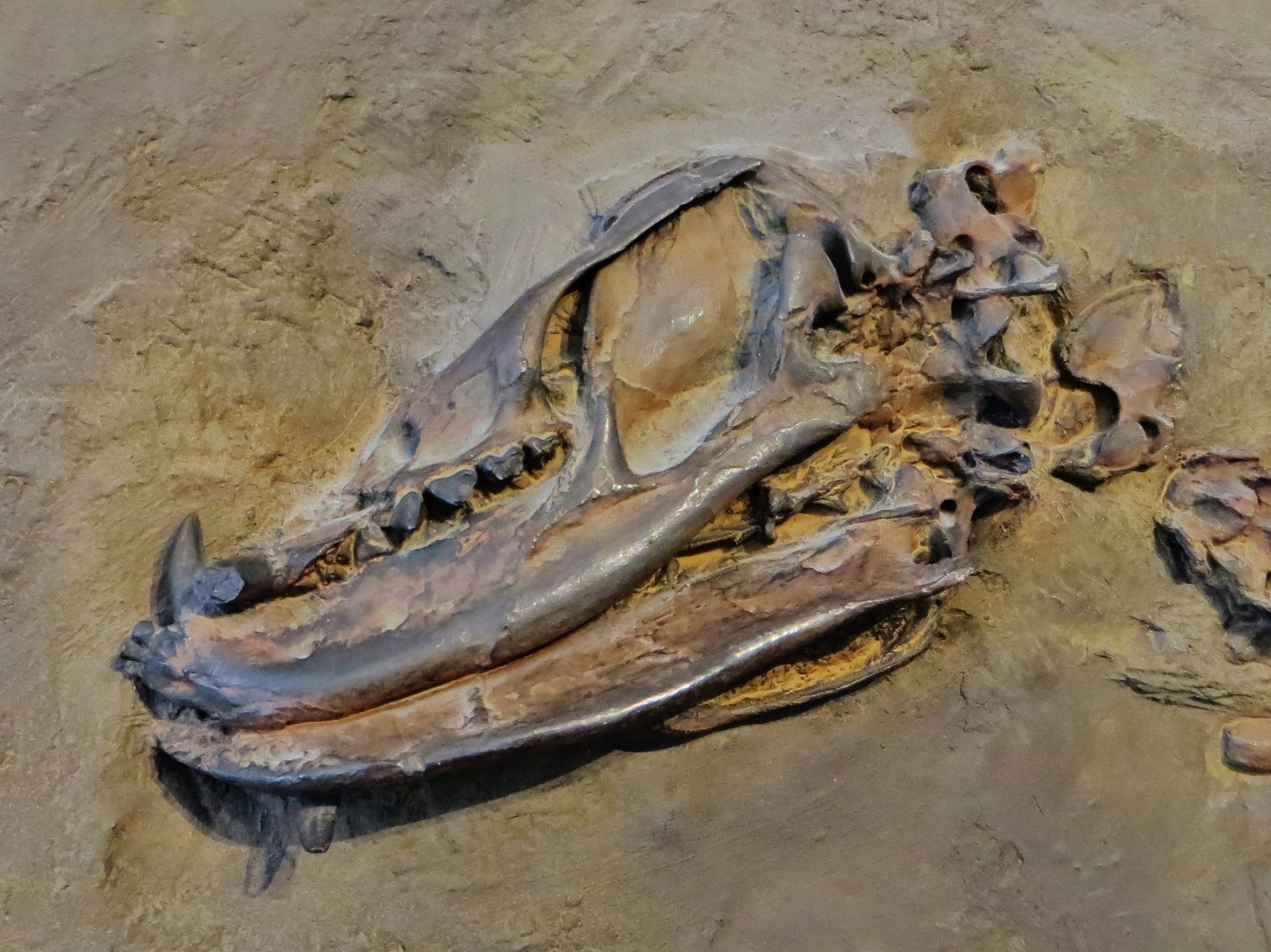
Koponyája
Rajz az állatról

## Fordítás
- Ez a szócikk részben vagy egészben  a   Kopidodon című angol Wikipédia-szócikk ezen változatának fordításán alapul.  Az eredeti cikk szerkesztőit annak laptörténete sorolja fel. Ez a jelzés csupán a megfogalmazás eredetét és a szerzői jogokat jelzi, nem szolgál a cikkben szereplő információk forrásmegjelöléseként.
- Ez a szócikk részben vagy egészben  a   Kopidodon című német Wikipédia-szócikk ezen változatának fordításán alapul.  Az eredeti cikk szerkesztőit annak laptörténete sorolja fel. Ez a jelzés csupán a megfogalmazás eredetét és a szerzői jogokat jelzi, nem szolgál a cikkben szereplő információk forrásmegjelöléseként.